# Qualificazioni alla Coppa dei Caraibi 1999
Sono elencate di seguito le date e i risultati per le qualificazioni alla Coppa dei Caraibi 1999.

## Formula
29 membri CFU: 8 posti disponibili per la fase finale. Trinidad e Tobago (come paese ospitante), Giamaica (come campione in carica) e Brasile under 20 (come ospite della manifestazione) sono qualificati direttamente. Antigua e Barbuda si ritira: rimangono 26 squadre per 5 posti disponibili per la fase finale. Le qualificazioni si dividono in due turni: 
- Primo Turno: 11 squadre, divisi in 5 gruppi (un gruppo composto da tre squadre e quattro gruppi compositi da due squadre): un gruppo gioca partite di sola andata, la prima classificata accede al secondo turno; quattro gruppi giocano playoff di andata e ritorno, le vincenti accedono al secondo turno.
- Secondo Turno: 19 squadre, divisi in 5 gruppi (quattro gruppi compositi da quattro squadre e un gruppo composto da tre squadre), giocano partite di sola andata. Le prime classificate si qualificano alla fase finale.

## Primo turno

### Gruppo 1
| Nassau 24 febbraio 1999 | Bahamas | 3 – 0 | Turks e Caicos | Thomas Robinson Stadium |

| Nassau 26 febbraio 1999 | Isole Vergini Americane | 2 – 2 | Turks e Caicos | Thomas Robinson Stadium |

| Nassau 28 febbraio 1999 | Bahamas | 0 – 0 | Isole Vergini Americane | Thomas Robinson Stadium |

| Pos | Squadra                 | P.ti | G | V | N | P | GF | GS | DR |
| --- | ----------------------- | ---- | - | - | - | - | -- | -- | -- |
| 1   | Bahamas                 | 4    | 2 | 1 | 1 | 0 | 3  | 0  | +3 |
| 2   | Isole Vergini Americane | 2    | 2 | 0 | 2 | 0 | 2  | 2  | 0  |
| 3   | Turks e Caicos          | 1    | 2 | 0 | 1 | 1 | 2  | 5  | -3 |

Bahamas qualificata al secondo turno.

### Gruppo 2
| Georgetown 28 febbraio 1999 | Guyana | 2 – 2 | Barbados | Georgetown Football Stadium |

| Bridgetown 6 marzo 1999 | Barbados | 2 – 0 | Guyana | Barbados National Stadium |

Barbados qualificata al secondo turno.

### Gruppo 3
| Fort-de-France 3 febbraio 1999 | Martinica | 3 – 1 | Guyana francese | Stade d'Honneur de Dillon |

| Caienna 14 febbraio 1999 | Guyana francese | – | Martinica | Stade de Baduel |

NB: incontro non giocato per ritiro della Guyana francese a causa delle pessimi condizioni strutturali del campo.
Martinica qualificata al secondo turno.

### Gruppo 4
| Tortola 5 febbraio 1999 | Isole Vergini Britanniche | 3 – 1 | Montserrat | Shirley Recreation Ground |

| Tortola 7 febbraio 1999 | Montserrat | 0 – 3 | Isole Vergini Britanniche | Shirley Recreation Ground |

Isole Vergini Britanniche qualificata al secondo turno.

### Gruppo 5
| 20 febbraio 1999 | Aruba | – | Sint Maarten |  |

| 7 marzo 1999 | Sint Maarten | – | Aruba |  |

NB: incontri non giocati per ritiro di Aruba e Sint Maarten.

## Secondo turno

### Gruppo 1
| Hamilton 5 maggio 1999                     | Cuba      | 4 – 1    | Isole Cayman | Bermuda National Stadium |
| \| \| \| \| \| \| Marcatori \| Anderson \| |           |          |              |                          |
|                                            |           |          |              |                          |
| Gol · Gol · Gol · Gol                      | Marcatori | Anderson |              |                          |

| Hamilton 5 maggio 1999                                      | Bermuda   | 6 – 0 | Bahamas | Bermuda National Stadium |
| \| \| \| \| \| Lightbourne Wade Robinson \| Marcatori \| \| |           |       |         |                          |
|                                                             |           |       |         |                          |
| Lightbourne Wade Robinson                                   | Marcatori |       |         |                          |

| Hamilton 7 maggio 1999 | Cuba | 7 – 0 | Bahamas | Bermuda National Stadium |

| Hamilton 7 maggio 1999                               | Bermuda   | 4 – 1 | Isole Cayman | Bermuda National Stadium |
| \| \| \| \| \| Smith Boyles \| Marcatori \| Brown \| |           |       |              |                          |
|                                                      |           |       |              |                          |
| Smith Boyles                                         | Marcatori | Brown |              |                          |

| Hamilton 9 maggio 1999                                    | Isole Cayman | 4 – 1 | Bahamas | Bermuda National Stadium |
| \| \| \| \| \| Whittaker Brown Dinnall \| Marcatori \| \| |              |       |         |                          |
|                                                           |              |       |         |                          |
| Whittaker Brown Dinnall                                   | Marcatori    | Gol   |         |                          |

| Hamilton 9 maggio 1999                          | Bermuda   | 1 – 2     | Cuba | Bermuda National Stadium |
| \| \| \| \| \| Keishon Smith \| Marcatori \| \| |           |           |      |                          |
|                                                 |           |           |      |                          |
| Keishon Smith                                   | Marcatori | Gol · Gol |      |                          |

| Pos | Squadra      | P.ti | G | V | N | P | GF | GS | DR  |
| --- | ------------ | ---- | - | - | - | - | -- | -- | --- |
| 1   | Cuba         | 9    | 3 | 3 | 0 | 0 | 13 | 2  | +11 |
| 2   | Bermuda      | 6    | 3 | 2 | 0 | 1 | 11 | 3  | +8  |
| 3   | Isole Cayman | 3    | 3 | 1 | 0 | 2 | 6  | 9  | -3  |
| 4   | Bahamas      | 0    | 3 | 0 | 0 | 3 | 1  | 17 | -16 |

Cuba qualificata alla fase finale.

### Gruppo 2
| Pointe-à-Pitre 10 marzo 1999 | Barbados | 2 – 0 | Antigua e Barbuda | Stade René Serge Nabajoth |

| Pointe-à-Pitre 10 marzo 1999 | Guadalupa | 1 – 0 | Dominica | Stade René Serge Nabajoth |

| Pointe-à-Pitre 12 marzo 1999 | Barbados | 3 – 1 | Dominica | Stade René Serge Nabajoth |

| Pointe-à-Pitre 12 marzo 1999 | Guadalupa | 2 – 1 | Antigua e Barbuda | Stade René Serge Nabajoth |

| Pointe-à-Pitre 14 marzo 1999 | Antigua e Barbuda | 1 – 1 | Dominica | Stade René Serge Nabajoth |

| Pointe-à-Pitre 14 marzo 1999 | Guadalupa | 1 – 0 | Barbados | Stade René Serge Nabajoth |

| Pos | Squadra           | P.ti | G | V | N | P | GF | GS | DR |
| --- | ----------------- | ---- | - | - | - | - | -- | -- | -- |
| 1   | Guadalupa         | 9    | 3 | 3 | 0 | 0 | 4  | 1  | +3 |
| 2   | Barbados          | 6    | 3 | 2 | 0 | 1 | 5  | 2  | +3 |
| 3   | Antigua e Barbuda | 1    | 3 | 0 | 1 | 2 | 2  | 5  | -3 |
| 4   | Dominica          | 1    | 3 | 0 | 1 | 2 | 2  | 5  | -3 |

Guadalupa qualificata alla fase finale.

### Gruppo 3
| Kingstown 17 aprile 1999 | Saint Lucia | 3 – 1 | Martinica | Arnos Vale Stadium |

| Kingstown 17 aprile 1999 | Saint Vincent e Grenadine | 3 – 4 | Saint Kitts e Nevis | Arnos Vale Stadium |

| Kingstown 18 aprile 1999 | Martinica | 2 – 1 | Saint Kitts e Nevis | Arnos Vale Stadium |

| Kingstown 18 aprile 1999 | Saint Vincent e Grenadine | 2 – 2 | Saint Lucia | Arnos Vale Stadium |

| Kingstown 20 aprile 1999 | Saint Kitts e Nevis | 3 – 4 | Saint Lucia | Arnos Vale Stadium |

| Kingstown 21 aprile 1999 | Saint Vincent e Grenadine | 2 – 1 | Martinica | Arnos Vale Stadium |

| Pos | Squadra                   | P.ti | G | V | N | P | GF | GS | DR |
| --- | ------------------------- | ---- | - | - | - | - | -- | -- | -- |
| 1   | Saint Kitts e Nevis       | 6    | 3 | 2 | 0 | 1 | 9  | 8  | +1 |
| 2   | Saint Vincent e Grenadine | 4    | 3 | 1 | 1 | 1 | 7  | 7  | 0  |
| 3   | Saint Lucia               | 4    | 3 | 1 | 1 | 1 | 8  | 7  | +1 |
| 4   | Martinica                 | 3    | 3 | 1 | 0 | 2 | 4  | 6  | -2 |

Saint Kitts e Nevis qualificata alla fase finale.

### Gruppo 4
| Port-au-Prince 17 marzo 1999 | Isole Vergini Britanniche | 0 – 0 | Rep. Dominicana | Stade Sylvio Cator |

| Port-au-Prince 17 marzo 1999 | Haiti | 2 – 0 | Porto Rico | Stade Sylvio Cator |

| Port-au-Prince 19 marzo 1999 | Isole Vergini Britanniche | 5 – 0 | Porto Rico | Stade Sylvio Cator |

| Port-au-Prince 19 marzo 1999 | Haiti | 4 – 0 | Rep. Dominicana | Stade Sylvio Cator |

| Port-au-Prince 21 marzo 1999 | Rep. Dominicana | 2 – 0 | Porto Rico | Stade Sylvio Cator |

| Port-au-Prince 21 marzo 1999 | Haiti | 6 – 0 | Isole Vergini Britanniche | Stade Sylvio Cator |

| Pos | Squadra                   | P.ti | G | V | N | P | GF | GS | DR  |
| --- | ------------------------- | ---- | - | - | - | - | -- | -- | --- |
| 1   | Haiti                     | 9    | 3 | 3 | 0 | 0 | 12 | 0  | +12 |
| 2   | Isole Vergini Britanniche | 4    | 3 | 1 | 1 | 1 | 5  | 6  | -1  |
| 3   | Rep. Dominicana           | 4    | 3 | 1 | 1 | 1 | 2  | 4  | -2  |
| 4   | Porto Rico                | 0    | 3 | 0 | 0 | 3 | 0  | 9  | -9  |

Haiti qualificata alla fase finale.

### Gruppo 5
| Willemstad 4 maggio 1999 | Antille Olandesi | 1 – 3 | Grenada | Ergilio Hato Stadium |

| Willemstad 6 maggio 1999 | Grenada | 0 – 0 | Suriname | Ergilio Hato Stadium |

| Willemstad 8 maggio 1999 | Antille Olandesi | 1 – 1 | Suriname | Ergilio Hato Stadium |

| Pos | Squadra          | P.ti | G | V | N | P | GF | GS | DR |
| --- | ---------------- | ---- | - | - | - | - | -- | -- | -- |
| 1   | Grenada          | 4    | 2 | 1 | 1 | 0 | 3  | 1  | +2 |
| 2   | Suriname         | 2    | 2 | 0 | 2 | 0 | 1  | 1  | 0  |
| 3   | Antille Olandesi | 1    | 2 | 0 | 1 | 1 | 2  | 4  | -2 |

Grenada qualificata alla fase finale.